# Jimmy Collinson
Jimmy Collinson (ur. 8 lutego 1876 w Manchesterze, zm. w marcu 1940) – szkocki piłkarz, który występował na pozycji napastnika.
Collinson występował między innymi w Newton Heath (ob. Manchester United), w którym rozegrał 62 mecze i zdobył 16 bramek. Ponadto wystąpił w dziewięciu meczach o Puchar Anglii, w których zdobył jedną bramkę.